# 共和国议会 (莫桑比克)
莫桑比克共和国议会（葡萄牙語：Assembleia da República de Moçambique）是莫桑比克的国家立法机关。共和国议会实行一院制，由250名议员组成。每届议会任期5年。现任议长是Esperança Bias。原议长是维罗妮卡·玛卡莫（Veronica Macamo）。
共和国议会是莫桑比克最高权力机关。议会同行政及司法机关按“三权分立”原则相互独立，互相制约。
1. ↑  http://www.parlamento.mz/index.php/parlamento/a-instituicao/historico